# Sac d'évacuation
Pour les articles homonymes, voir BOB.

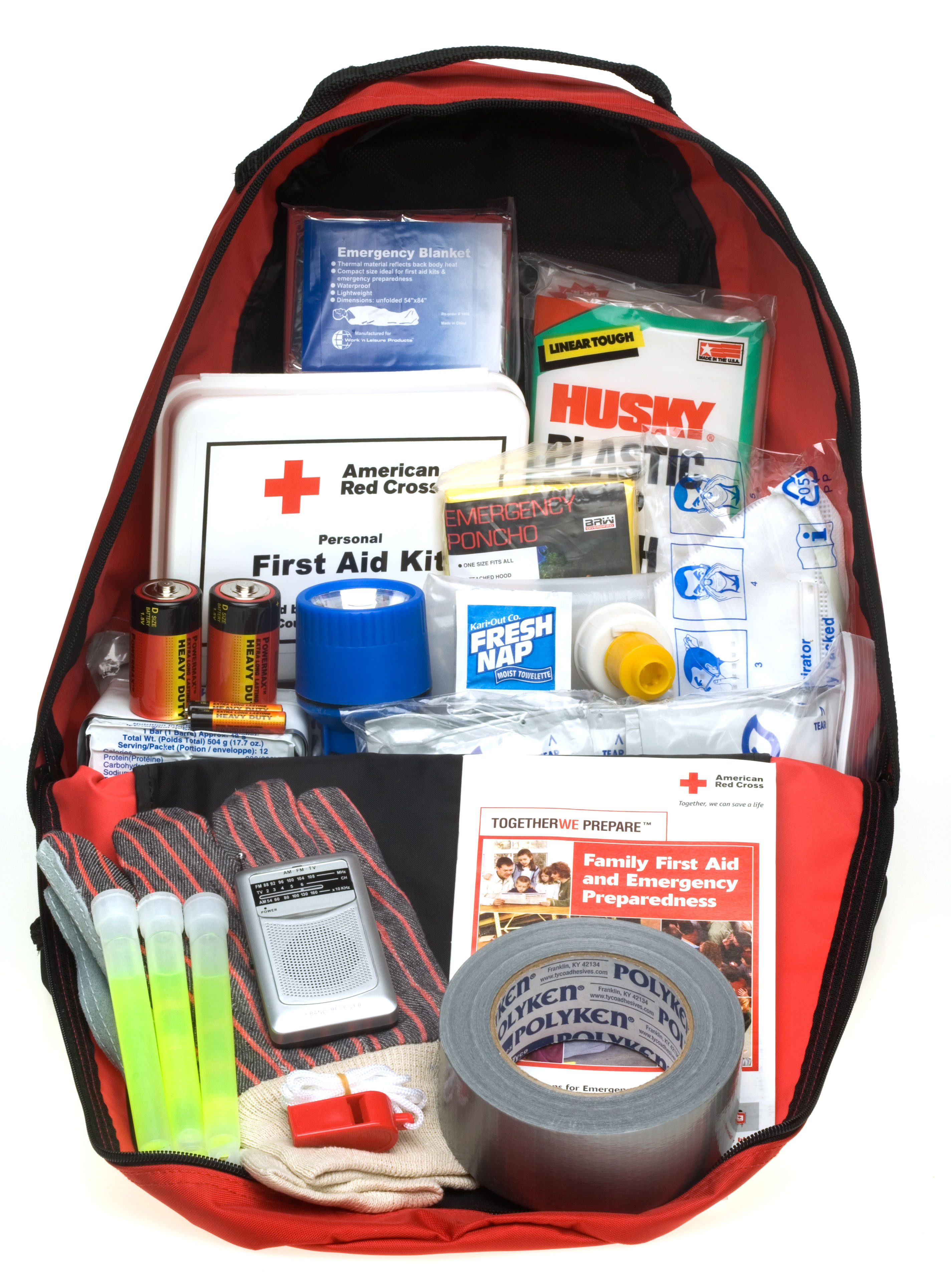
Un sac d'évacuation de la Croix-Rouge américaine.

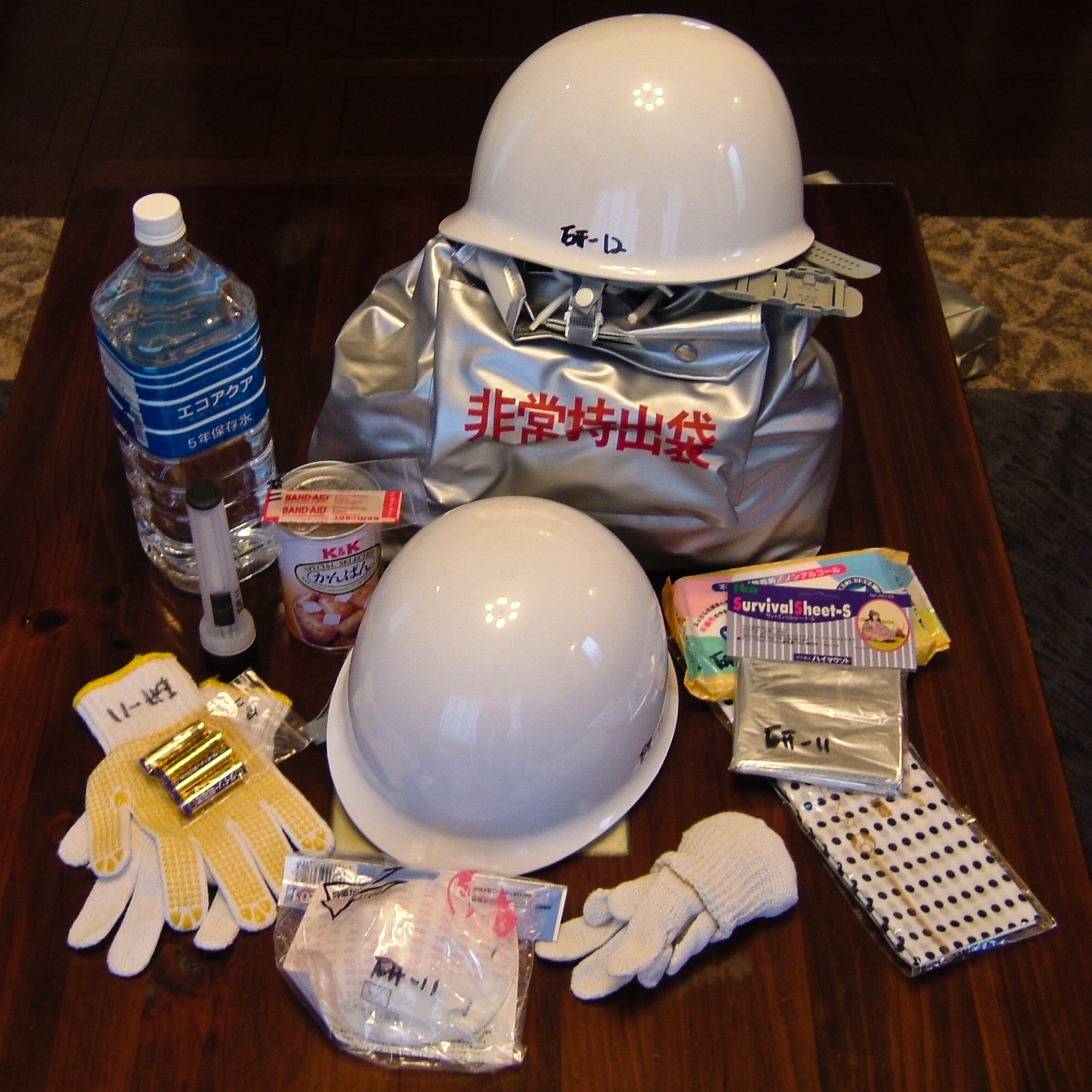
Sac d'évacuation en cas de tremblement de terre au Japon.

Le sac d'évacuation, ou sac de survie, ou familièrement sac d'escampette, est un kit de survie constitué d'un sac contenant des éléments nécessaires à la survie pendant soixante-douze (72) heures et préparé pour être emporté lors d'une évacuation due à une catastrophe.
Le sac peut être conservé au domicile, dans un véhicule ou sur le lieu de travail. Le sac doit être facile à transporter et facilement accessible. C'est pourquoi il est préférable de ne pas l'entreposer dans la cave ou dans le grenier d'une maison.

## Dans le monde

### France
Dans son dispositif ORSEC (créé en 1952), le gouvernement encourage la population à  se préparer à une évacuation d'urgence, notamment en confectionnant un « kit d'urgence » pour 72 heures (ou sac d'évacuation) en fonction des risques potentiels sur sa commune.
Il est aussi préconisé de préparer un plan familial de mise en sûreté (PFMS). Le gouvernement rappelle ce qu'il faut connaître (les consignes, savoir ce qu'il faut faire), comment s'équiper (il faut avoir non seulement le sac d'évacuation mais une lampe torche en cas de coupure d'électricité, de l'eau en bouteille en cas de coupure d'eau) et se préparer (mise en situation).

## Contenu typique
Le contenu d'un sac d'évacuation varie selon le lieu, l’environnement et les besoins des bénéficiaires. Cependant, la plupart des éléments suivants sont généralement fournis dans un sac d'évacuation :
- nourriture et eau en quantité suffisante pour une durée de 72 heures (notamment des aliments non périssables et des systèmes de purification de l'eau) ;
- une trousse de premiers soins ;
- des outils de départ de feu (briquets, allumettes, pierres à feu…) ;
- des cartes routières ou d'autres équipements de localisation, adaptés à la région ;
- des vêtements de rechange ;
- des sacs de couchage et des couvertures ;
- suffisamment de médicaments pour une période d'évacuation prolongée ;
- dossier médical de l'utilisateur du sac ;
- une petite radio à piles ;
- une lampe de poche, lampe frontale et des bâtons lumineux pour l'éclairage ;
- une copie des papiers importants (permis de conduire, carte d'identité nationale, passeport, etc.) ;
- un couteau pliant et un couteau à lame fixe ;
- du ruban adhésif.